# III Premis Goya
La IIIa edició dels Premis Goya (oficialment en castellà: Premios Anuales de la Academia "Goya") va tenir lloc al Palau de Congressos de la ciutat de Madrid (Espanya) el 21 de març de 1989 i fa referència a aquelles produccions realitzades el 1988.
La presentació de la gala va anar a càrrec dels actors Verónica Forqué i Antonio Resines.
La gran guanyadora de la nit fou Mujeres al borde de un ataque de nervios, de Pedro Almodóvar, que guanyà 5 premis de les 15 nominacions que tenia, entre elles millor pel·lícula, actriu, actriu secundària i guió original. El premi al millor director, però, recaigué en Gonzalo Suárez per Remando al viento, i superà el premis de la pel·lícula anterior, ja que guanyà 6 premis d'11 nominacions. La gran perdedora de la nit fou El Dorado, de Carlos Saura, que no aconseguí cap premi de les 9 nominacions, totes elles en categories tècniques.

## Nominats i guanyadors
| Millor pel·lícula | Millor director |
| --- | --- |
| - Mujeres al borde de un ataque de nervios - Diario de invierno - El túnel - Espérame en el cielo - Remando al viento | - Gonzalo Suárez per Remando al viento - Pedro Almodóvar per Mujeres al borde de un ataque de nervios - Ricardo Franco per Berlín Blues - Antonio Mercero per Espérame en el cielo - Francisco Regueiro per Diario de invierno |
| Millor actor | Millor actriu |
| - Fernando Rey per Diario de invierno - Imanol Arias per El Lute II: mañana seré libre - Antonio Ferrandis per Jarrapellejos - Alfredo Landa per Sinatra - Pepe Soriano per Espérame en el cielo | - Carmen Maura per Mujeres al borde de un ataque de nervios - Victoria Abril per Bâton Rouge - Ana Belén per Miss Caribe - María Fernanda D'Ocón per Caminos de tiza - Ángela Molina per Llums i ombres |
| Millor actor secundari | Millor actriu secundària |
| - José Sazatornil per Espérame en el cielo - Ángel de Andrés López per Bâton Rouge - José Luis Gómez per Remando al viento - Guillermo Montesinos per Mujeres al borde de un ataque de nervios - Jorge Sanz per El Lute II: mañana seré libre                                                                                          | - María Barranco per Mujeres al borde de un ataque de nervios - Laura Cepeda per Bâton Rouge - Chus Lampreave per Espérame en el cielo - Terele Pávez per Diario de invierno - Julieta Serrano per Mujeres al borde de un ataque de nervios |
| Millor guió original | Millor guió adaptat |
| - Pedro Almodóvar per Mujeres al borde de un ataque de nervios - Agustín Díaz i Rafael Moleón per Bâton rouge - Romà Gubern, Antonio Mercero i Horacio Valcárcel per Espérame en el cielo - Rafael Azcona i José Luis García Sánchez per Pasodoble                                                                                     | - Antonio Giménez-Rico i Manuel Gutiérrez Aragón per Jarrapellejos - Vicente Aranda, Joaquim Jordà i Eleuterio Sánchez per El Lute II: mañana seré libre - Félix Rotaeta per El placer de matar - Jorge Rodríguez del Alamo, Gabriel Castro i Antonio Isasi-Isasmendi per L'aire d'un crim - Carlos Alberto Cornejo, Antonio Drove i José Agustín Mahieu per El túnel |
| Millor fotografia | Millor muntatge |
| - Carlos Suárez per Remando al viento - Teo Escamilla per Berlín Blues - Teo Escamilla per El Dorado - José Luis Alcaine per Malaventura - José Luis Alcaine per Mujeres al borde de un ataque de nervios | - José Salcedo per Mujeres al borde de un ataque de nervios - José Salcedo per Bâton Rouge - Teresa Font per Berlín Blues - Pedro del Rey per El Dorado - José Salcedo per Remando al viento |
| Millor direcció artística | Millor vestuari |
| - Wolfgang Burmann per Remando al viento - Gerardo Vera per Berlín Blues - Terry Pritchard per El Dorado - Rafael Palmero per Jarrapellejos - Félix Murcia per Mujeres al borde de un ataque de nervios | - Yvonne Blake per Remando al viento - Gerardo Vera per Berlín Blues - Gerardo Vera per El Dorado - Javier Artiñano per Jarrapellejos - José María Cossío per Mujeres al borde de un ataque de nervios |
| Millor so | Millor música |
| - Carlos Faruolo i Enrique Molinero per Berlín Blues - Gilles Ortion per El Dorado - Daniel Goldstein i Ricardo Steinberg per Pasodoble - Daniel Goldstein i Ricardo Steinberg per Remando al viento - Gilles Ortion per Mujeres al borde de un ataque de nervios                                                                      | - Carmelo Bernaola per Pasodoble - Alejandro Massó per El Dorado - Alejandro Massó per Remando al viento - Bernardo Bonezzi per Mujeres al borde de un ataque de nervios |
| Millor direcció de producció | Millors efectes especials |
| - José Gabriel Jacoste Quesada per Remando al viento - Emiliano Otegui Piedra per Berlín Blues - Víctor Albarrán per El Dorado - Marisol Carnicero per Pasodoble - Esther García per Mujeres al borde de un ataque de nervios | - Basilio Cortijo, Gonzalo Gonzalo i Carlo de Marchis per Slugs, muerte viscosa - Reyes Abades per El Dorado - Alberto Nombela Núñez per El Lute II: mañana seré libre |
| Millor maquillatge | Goya d'honor |
| - Romana González i Josefa Morales per Remando al viento - Paquita Núñez i José Antonio Sánchez per El Dorado - Agustín Cabiedes i Juan Pedro Hernández per El Lute II: mañana seré libre - Ángel Luis de Diego i Alicia Regueiro per Espérame en el cielo - Jesús Moncusí i Gregorio Ros per Mujeres al borde de un ataque de nervios | - Imperio Argentina (actriu) |